# Ubisoft Odesa
Ubisoft Odesa — дочірня студія французького розробника й видавця відеоігор Ubisoft, розташована в Одесі, Україна. Була заснована в березні 2018 року та з того часу допомагає розроблювати проєкти Ubisoft.

## Історія
Про відкриття студії було офіційно оголошено на конференції розробників відеоігор Game Developers Conference в Сан-Франциско, США. В пресрелізі було зазначено, що одеський підрозділ долучиться до інших семи студій Ubisoft для спільної роботи над розвитком франшизи Tom Clancy's Ghost Recon, а також працюватиме над спільними проєктами з підрозділом у Києві.
В 2019 році в компанії працювало вже 30 співробітників. Ubisoft Odesa планує розширення до 60 розробників за 2 перших роки. Основними кадрами в розширенні студії будуть програмісти C++, продюсери, спеціалісти DevOps та DevTesters.